# Petesmalmi Vidrapark
A Petesmalmi Vidrapark természetvédelem alatt álló, turisták által is látogatható tórendszer a Somogy vármegyei Lábod község közelében. 1998-ban nyílt meg, 2012-ben megkapta az Örökségünk – Somogyország Kincse elismerést. A 14 tóból álló rendszer mintegy 170 hektáron terül el.

## Megközelítése
A park észak felől közelíthető meg egy körülbelül 2,3 kilométer hosszú, homokos erdei úton. Ez az autóval is úgy-ahogy járható út a Mike és Lábod (illetve Nagykorpád) közötti 6616-os útból ágazik ki, az elágazást tábla is jelzi.

## A park
A tórendszerben számos vidra él, de azoknak a látogatóknak a kedvéért, akiknek a természetes élőhelyükön nincs szerencséjük megpillantani őket, néhány példányt a bejárat közelében egy külön kifutóban is bemutatnak. A vidrák mellett többféle, vizes élőhelyhez kötődő faj is menedéket lelt a természetvédelmi területen, ahol a Somogy Természetvédelmi Szervezet által kidolgozott területkezelési módszer és az extenzív halászat is ökológiai célokat szolgál.
A látogatók számára 2005-ben egy tanösvényt is kialakítottak a területen tájékoztató táblákkal és három megfigyelőkunyhóval. A tanösvény végigjárása során megismerhető a vidrák életmódja és a halastavak élővilága, többek között a helyben előforduló vízimadarak (gázlómadarak, récefélék) és békák. Távolról a fokozottan védett, zavarást nehezen tűrő fekete gólya élőhelye is megfigyelhető. Kis szerencsével rétisast, cigányrécét vagy jégmadarat is megpillanthatunk.

## Látogatás
A park – hétfő és szerda kivételével – 10 és 16 óra között tart nyitva; 2023-ban a következő jegyárak voltak érvényben:
- Felnőtt jegy: 1500 Ft
- Kedvezményes (gyermek, diák, nyugdíjas) jegy: 1000 Ft
- Családi jegy (két felnőtt és három gyerek): 3000 Ft
- Támogatói jegy: 4000 Ft